# Episodi di Oscuro desiderio (prima stagione)
La prima stagione della serie televisiva Oscuro desiderio è stata interamente distribuita per la prima volta sulla piattaforma Netflix il 15 Luglio 2020.
| n° | Titolo                                  |
| -- | --------------------------------------- |
| 1  | È solo sesso                            |
| 2  | Un'ultima notte di passione             |
| 3  | Quello che la gente comune chiama amore |
| 4  | L'amore, quella parola                  |
| 5  | Cosa sai di Darìo Guerra?               |
| 6  | Ti mancano i vecchi tempi?              |
| 7  | Ti sei messo con la donna sbagliata     |
| 8  | Il cuore rivelatore                     |
| 9  | Un gioco di specchi                     |
| 10 | La bellezza di una morte istantanea     |
| 11 | Niente è come sembra                    |
| 12 | Abbiamo commesso tanti errori           |
| 13 | Eri solo una vittima innocente          |
| 14 | Due verità e una bugia                  |
| 15 | Non s'è mai parlato d'amore             |
| 16 | Apocalisse, 21:8... La seconda morte    |
| 17 | Uccidiamo ciò che amiamo                |
| 18 | La risposta è sempre stata lì           |